# Charles de Rasse
Le chevalier Charles Henri Joseph de Rasse, né le 3 décembre 1774 à Tournai et mort le 31 janvier 1818 dans la même ville, est un homme politique.

## Biographie
Charles de Rasse est le fils de Jacques Henri de Rasse, échevin de Tournai, et de Catherine Élisabeth Cadran. Il est le neveu du chanoine Jean-Baptiste de Rasse (1724-1783), secrétaire intime de l'archiduc Pierre-Léopold de Habsbourg-Lorraine.
Rasse étudie d'abord au Collège Saint-Paul dans sa ville natale puis au Collège oratorien de Juilly. À l'âge de vingt-cinq ans, il devient membre du conseil de la ville de Tournai et membre du conseil des Hospices civils. En 1801, il devient adjoint au bourgmestre, puis bourgmestre de Tournai en 1804, un poste qu'il a occupé jusqu'à sa mort, en 1818.
Appelé à Paris en 1809 comme membre de la députation du collège électoral du département de Jemmapes, il en revient avec la croix de la Légion d'honneur et le titre de chevalier de l'Empire.
Il mobilise une police communale et un service d'incendie. Il publie des règlements sur le réseau routier public, par lesquels l'introduction de lignes de construction droites a entraîné la démolition de nombreuses maisons et monuments intéressants. En revanche, cela a contribué à la régénération de la ville, à la construction de nouvelles voies d'accès et à la création de parcs dans différents quartiers. Il se consacre également à la réorganisation des hôpitaux et prend de nombreuses dispositions en faveur de la classe laborieuse.

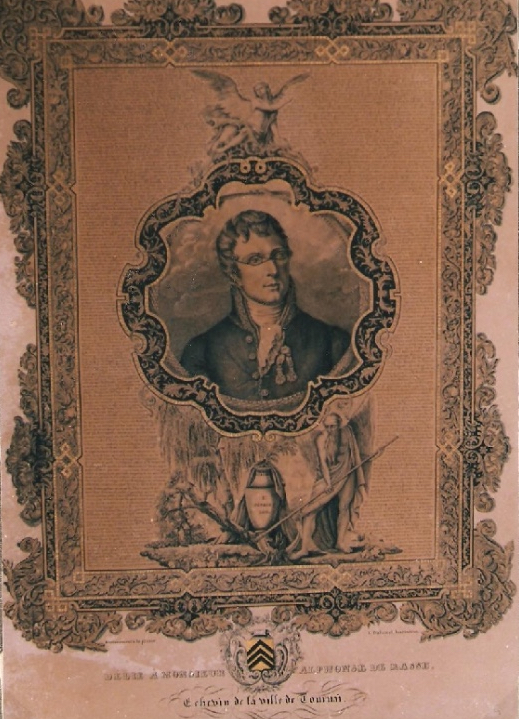
Charles de Rasse.

Il le mérite en février 1814, rendant pacifique la transition des troupes françaises lors de l'occupation des troupes de la coalition anti-napoléonienne. En 1815, il est confirmé dans ses fonctions de bourgmestre et, en 1816, il devient membre des États provinciaux du Hainaut et, en 1817, il est décoré de l'ordre du Lion néerlandais. Il obtient la création de l'athénée royal de Tournai, en remplacement de l'ancien collège Saint-Paul.
Il se marie avec Charlotte Lefebvre, fille du négociant lillois Charles François Joseph Lefebvre et de Monique Angélique Françoise Joseph Rouselle. Ensemble, ils ont eu Jules de Rasse et Alphonse de Rasse.

## Hommages
Le 24 décembre 1859, la rue d'Obignies, où il est né, et rebaptisé en son honneur. Son buste en marbre est placée dans la salle des séances du conseil communal.